# Université Brunel
L'université Brunel (en anglais Brunel University London, plus communément Brunel) est une université publique anglaise située à  Londres. Elle a été fondée en 1966 et tient son nom de l'ingénieur anglais Isambard Kingdom Brunel.
L'université est composée de huit écoles et environ dix instituts de recherche.

## Historique
BUL est une des universités fondée à la suite du Robbins Report (en) en 1963. Elle est souvent décrite comme une Plate glass university (en).
Les origines de BUL remontent au Acton Technical College fondé en 1928. En 1957, Brunel College of Technology se sépare de l'Acton Technical College et se concentre sur la formation des ingénieurs. En 1960 Brunel College of Technology reçoit le statut de College of Advanced Technology (United Kingdom) (en) et devient le Brunel College of Advanced Technology en 1962.
En Juin 1966 on remet à Brunel College of Advanced Technology la  Charte royale et se renomme finalement Brunel University London.

### Blason
Le blason de Brunel a été accordé en 1966 et intègre différents signes caractéristiques du patrimoine et des principes de l'université. Par exemple, la voûte en maçonnerie symbolise Isambard Kingdom Brunel, la boussole et la crémaillère symbolisent la technologie, le losange est une allusion aux armes de Lord Halsbury (le premier chancelier de l'université).

## Campus
BUL à son propre campus où les étudiants vivant dans les résidences ont accès à toutes les infrastructures (amphithéâtres, cantine, bibliothèque, salles informatiques, centre sportif...) en moins de 10 minutes. Ces dernières années l'université a investi 300 millions £ dans l’extension et l’amélioration du campus.
Le campus de l’université est apparu dans plusieurs films, le plus célèbre étant Orange mécanique de Stanley Kubrick, dont de nombreuses scènes ont été filmées sur le campus. Il a également été utilisé dans plusieurs séries télévisées anglaises comme MI-5, Affaires non classées ou encore l'Inspecteur Morse.

## Composantes
L'université est composée de huit écoles :
- École des arts
- École de commerce
- École de droit
- École d'ingénierie et de design
- École de sciences de la santé et d'action sociale
- École des systèmes d'information, d'informatique et de mathématique
- École de sciences sociales
- École de sport et d'enseignement

## Classement académique
Dans le classement des universités anglaises fait par le Complete University Guide pour l'année 2016, Brunel University London est 49e sur 126 universités classées.
Brunel University London est classée 331e sur 700 universités classées dans le classement mondial fait par le QS ranking en 2015/2016.
En Engineering & Technology, Brunel University fait partie des 100 meilleures universités mondiales (Top 10 UK) d'après le classement fait en 2014/2015 par le Times Higher Education World University Rankings